# 444. pehotni polk (Wehrmacht)
444. pehotni polk (izvirno nemško Infanterie-Regiment 444) je bil eden izmed pehotnih polkov v sestavi redne nemške kopenske vojske med drugo svetovno vojno.

## Zgodovina
Polk je bil ustanovljen 26. avgusta 1939 kot polk 3. vala z reorganizacijo Poveljstva deželne straže Oppeln in dodeljen 239. pehotni diviziji.
5. novembra istega leta so bile 4., 8., in 12. čete reorganizirane v mitraljezne; 16. januarja 1940 je polk dobil 15. pionirsko četo iz 660. pionirskega bataljona. 27. februarja 1940 je bil ustanovljen še 4. (nadomestni) bataljon, ki je bil 4. maja istega leta preimenova v 239. nadomestni bataljon. 
31. decembra 1941 je bil polk kot del 6. armade uničen v bojih v južni Rusiji; ostanki so bili porazdeljeni med 44., 57. in 299. pehotne divizije.